# Francia en la Copa Mundial de Fútbol de 1958
Francia fue una de las 16 selecciones participantes en la Copa Mundial de Fútbol de Suecia 1958, la cual es su quinta participación en un mundial y la segunda de manera consecutiva.

## Clasificación

### Grupo 2
| Pos. | Equipo   | Pts. | PJ | G | E | P | GF | GC | Dif. | Clasificación |     | FRA | BEL | ISL |
| ---- | -------- | ---- | -- | - | - | - | -- | -- | ---- | ------------- | --- | --- | --- | --- |
| 1    | Francia  | 10   | 4  | 3 | 1 | 0 | 19 | 4  | +15  | Clasificado   |     | —   | 6–3 | 8–0 |
| 2    | Bélgica  | 7    | 4  | 2 | 1 | 1 | 16 | 11 | +5   |               |     | 0–0 | —   | 8–3 |
| 3    | Islandia | 0    | 4  | 0 | 0 | 4 | 6  | 26 | −20  |               | 1–5 | 2–5 | —   |     |

 Fuente: 

## Jugadores
Estos son los 22 jugadores convocados para el torneo:

## Resultados
Francia terminó en tercer lugar.

### Grupo 2
| País       | J | G | E | P | GF | GC | PTS |
| ---------- | - | - | - | - | -- | -- | --- |
| Francia    | 3 | 2 | 0 | 1 | 11 | 7  | 4   |
| Yugoslavia | 3 | 1 | 2 | 0 | 7  | 6  | 4   |
| Paraguay   | 3 | 1 | 1 | 1 | 9  | 12 | 3   |
| Escocia    | 3 | 0 | 1 | 2 | 4  | 6  | 1   |

| 8 de junio de 1958 | Francia                                                                      | 7-3     | Paraguay                             | Idrottsparken, Norrköping                                    |                                                              |
|                    | Fontaine 24' 30' 67' · Piantoni 52' · Wisnieski 61' · Kopa 70' · Vincent 83' | Reporte | Amarilla 20' 44' (pen.) · Romero 50' | Asistencia: 16 518 espectadores Árbitro(s): Juan Gardeazábal | Asistencia: 16 518 espectadores Árbitro(s): Juan Gardeazábal |

| 11 de junio de 1958 | Yugoslavia                          | 3-2     | Francia         | Arosvallen, Västerås                                           |                                                                |
|                     | Petaković 16' · Veselinović 63' 88' | Reporte | Fontaine 4' 85' | Asistencia: 12 217 espectadores Árbitro(s): Benjamin Griffiths | Asistencia: 12 217 espectadores Árbitro(s): Benjamin Griffiths |

| 15 de junio de 1958 | Francia                 | 2-1     | Escocia   | Eyravallen, Örebro                                            |                                                               |
|                     | Kopa 22' · Fontaine 44' | Reporte | Baird 66' | Asistencia: 13 554 espectadores Árbitro(s): Juan Regis Brozzi | Asistencia: 13 554 espectadores Árbitro(s): Juan Regis Brozzi |

### Cuartos de final
| 19 de junio de 1958 | Francia                                         | 4-0     | Irlanda del Norte | Idrottsparken, Norrköping                                    |                                                              |
|                     | Wisnieski 44' · Fontaine 55' 63' · Piantoni 68' | Reporte |                   | Asistencia: 11 800 espectadores Árbitro(s): Juan Gardeazábal | Asistencia: 11 800 espectadores Árbitro(s): Juan Gardeazábal |

### Semifinales
| 24 de junio de 1958 | Brasil                                | 5-2     | Francia                    | Råsunda Stadium, Solna                                         |                                                                |
|                     | Vavá 2' · Didi 39' · Pelé 52' 64' 75' | Reporte | Fontaine 9' · Piantoni 83' | Asistencia: 27 100 espectadores Árbitro(s): Benjamin Griffiths | Asistencia: 27 100 espectadores Árbitro(s): Benjamin Griffiths |

### Tercer lugar
| 28 de junio de 1958 | Francia                                                | 6-3     | Alemania Federal                         | Ullevi, Gothenburg                                            |                                                               |
|                     | Fontaine 16' 36' 78' 89' · Kopa 27' (pen.) · Douis 50' | Reporte | Cieslarczyk 18' · Rahn 52' · Schäfer 84' | Asistencia: 32 483 espectadores Árbitro(s): Juan Regis Brozzi | Asistencia: 32 483 espectadores Árbitro(s): Juan Regis Brozzi |